# 水頭症

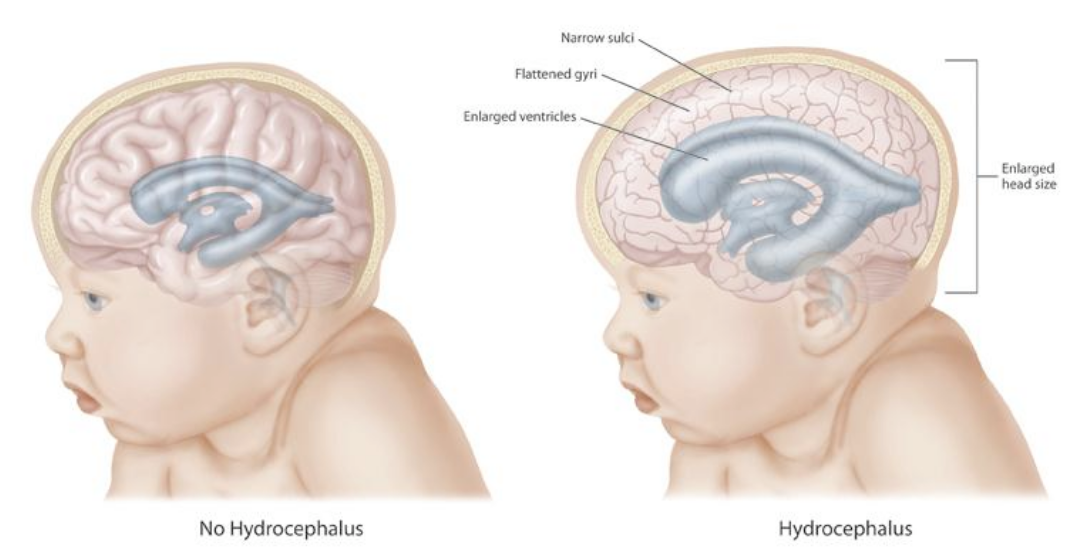
水頭症と通常の脳の違い。脳室系と頭蓋の拡大、脳溝が狭まり、脳回が平らになる。

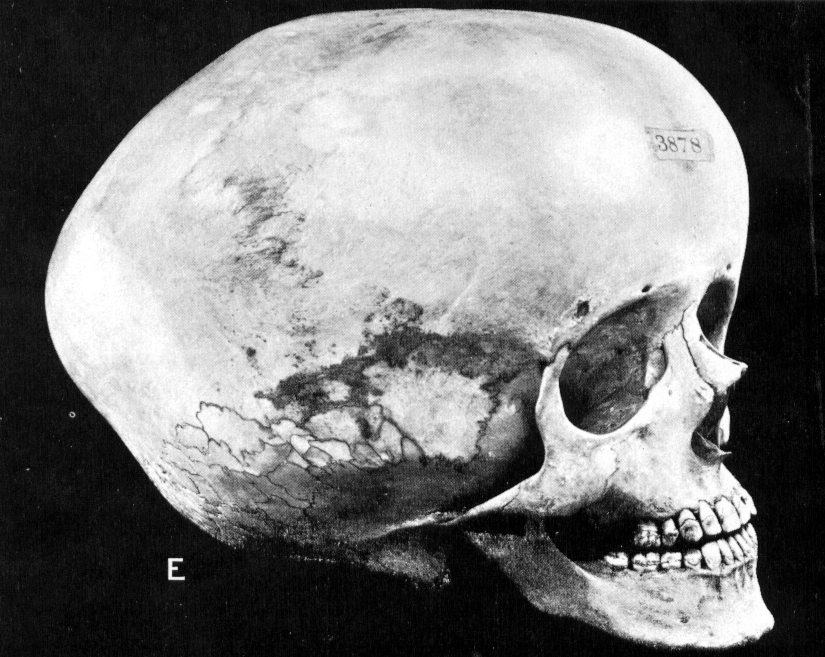
水頭症の患者の頭蓋骨
頭蓋そのものが成長期に受けた圧力により肥大している。

水頭症（すいとうしょう）とは、脳脊髄液の産生・循環・吸収などいずれかの異常により髄液が頭蓋腔内に貯留することで、脳室が正常より大きくなる病気である。脳脊髄液による脳の圧迫が、脳機能に影響を与える。おもに乳幼児に多くみられる。
脳水腫について
「水頭症」は以前「脳水腫」と称されることが多かったが、「脳水腫」は別の意味に用いられる場合がある。新病理学各論 1975年版では、脳浮腫を「脳水腫(brain edema)」とする記載がみられ、このような混同を避けるためにも「水頭症」の用語が適切と考えられる。

## 原因

### 先天奇形に伴うもの
中枢神経系の先天奇形では、脳脊髄液の循環経路のどこかに閉塞（または狭窄）を伴っていることにより、水頭症を呈するものがある。
- キアリ奇形
- 二分脊椎症
- ダンディ・ウォーカー症候群

など。

### 脳の器質的疾患によるもの
- 脳腫瘍 - 腫瘍による圧迫のため、脳脊髄液の循環系が閉塞する。特に中脳水道など、解剖学的に狭い部分が閉塞しやすい。
- クモ膜下出血 - 脳脊髄液は側脳室脈絡叢で産生され、クモ膜顆粒で吸収されるが、クモ膜下出血後にはこのクモ膜顆粒の機能が障害され、水頭症となることがある。脳圧の上昇が強くはなく、慢性の経過で神経症状が現れるものは正常圧水頭症と呼ばれ、脳圧亢進症状よりも高次機能の低下（認知症に類似する）が目立つことがある。

### 感染症
- 細菌性髄膜炎 - クモ膜のトキソプラズマ等による感染によりクモ膜顆粒の機能が障害され、水頭症の原因となる。（Toxoplasmosisを参照のこと）

### その他
早産児・低出生体重児にみられる脳室周囲白質軟化症では、文字通り脳室周囲の白質が障害されて容積が減少するため、結果として脳室が拡大する。しかし脳室・脳脊髄液側の異常ではないため、水頭症とは呼ばれない。
一方、新生児の脳室内出血（または上衣下出血）に伴い脳脊髄液の循環異常が生じることにより、水頭症を発症することもある。

## 症状
脳圧が上がることによる頭痛や嘔吐、視神経の圧迫による視力低下や視力異常、失明。また、天気による、気圧の変化も影響する場合がある。

## 治療
脳室と腹腔とを繋ぐように皮下にチューブを通す脳室―腹腔短絡術（V-P shunt）を行うのが最も一般的である。その他に、脳室と心房とを繋ぐ脳室―心房短絡術（V-A shunt）、腰椎硬膜下腔と腹腔とを繋ぐ腰椎―腹腔短絡術（L-P shunt）も行われる。シャントバルブには圧固定式と圧可変式があり、最近では圧可変式バルブが用いられることが多い。圧可変式バルブでは、症状に応じて髄液の流れる圧設定を調節することができる。

## 有名な人物の例
- グロスター公ウィリアム（イギリス女王アンの王子）
- 北宋の懿寧公主（哲宗の皇女）
- 工藤壮人（日本のプロサッカー選手）